# Chorioptes
Die Chorioptes bilden eine Gattung hautschuppenfressender Milben. Veraltete Namen sind Dermatodectes und Dermatophagus. Es handelt sich um ovale eierlegende (ovipare) Milben mit fast quadratischem Capitulum, langen Beinen und kurzen, ungegliederten Haftstielen. Bei Weibchen sind die ersten beiden Beinpaare kräftiger als die hinteren, das dritte Beinpaar ist am kürzesten und das vierte hat lange schlanke Tarsen. Die Geschlechtsöffnung ist ein querverlaufender Schlitz. Weibliche Adulte sind etwa 300 µm lang. Von Saugmilben (Gattung Psoroptes) unterscheiden sie sich durch ihre kürzeren und ungegliederten Prätarsen.
Neuere Untersuchungen gehen davon aus, dass nur zwei Arten existieren, die sich in der Länge der hinteren Borsten bei männlichen Adulten unterscheiden: Chorioptes bovis und Chorioptes texanus. Die früher verwendeten wirtsspezifischen Artnamen wie Chorioptes ovis (Schaf), Chorioptes equi (Pferd), Chorioptes cuniculi (Kaninchen) und Chorioptes caprae (Ziege) gehören zu einer dieser beiden Arten. Eventuell gibt es noch eine unbenannte dritte Art, die in der Ohrmuschel von Rentier und Elch parasitiert.
Chorioptes-Milben nagen die oberen Hautschichten an und ernähren sich von Epidermiszellen, Lymphe, Talg und Entzündungsprodukten ihres Wirts. Die Chorioptes-Räude kommt vor allem bei Pferden, Wiederkäuern und Kaninchen vor. Sie ist eine wenig juckende, aber stark schuppende lokal begrenzte Hauterkrankung, die meist am Fuß (Fußräude), am Steiß (Steißräude) oder im Ohrmuschelbereich (Ohrräude) auftritt.